# グリーンフィールド郡区 (アイオワ州アデア郡)
グリーンフィールド郡区（英語：Greenfield Township）は、アメリカ合衆国アイオワ州アデア郡にある17の郡区の一つである。2000年の国勢調査では人口2,212人。

## 地理
グリーンフィールド郡区の面積は14.8平方キロメートル（5.71平方マイル）で、Greenfieldを擁する。アメリカ地質調査所によると、この郡区には墓地が1つある（Greenfield）。